# UTC−0:25
UTC-0:25:21 — часовий пояс, що використовувався в Ірландії з 1880 до 1916 року. З 1916 року використовується UTC+0.
З 2 серпня 1880 року в Ірландії було встановлено Дублінський середній час, який відрізнявся від Грінвіцького часу на 25 хвилин і 21 секунду. Час вимірювали на обсерваторії в передмісті Дубліна містечку Дансінк. Це пояснювалось тим, що на території Великої Британії на той час не було єдиного часу. Лише Акт Парламенту 1916 року оголосив по всій Британії єдиний Грінвіцький час, скасувавши Дублінський час та усі інші місцеві стандарти часу.